# Węzeł potrójny Rivera

Płyty tektoniczne

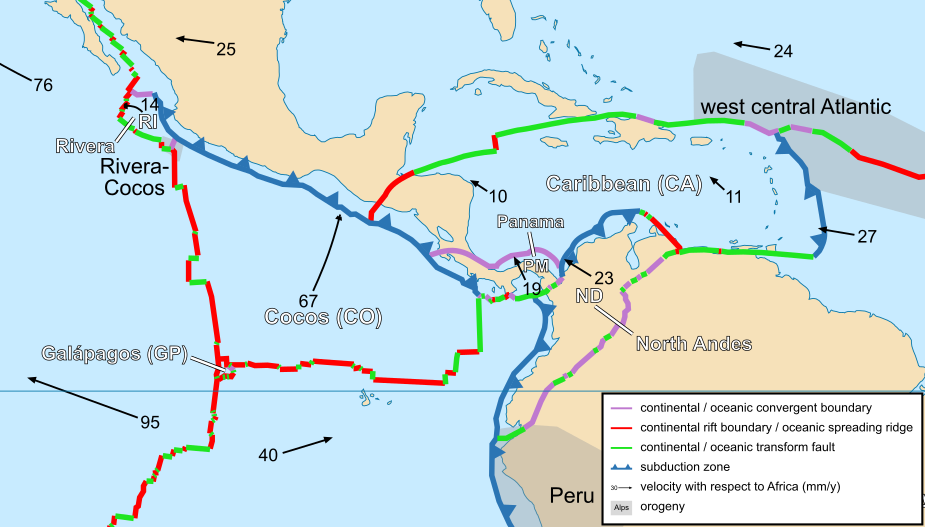
Płyta pacyficzna, płyta północnoamerykańska, płyta Rivera i płyta kokosowa

Węzeł potrójny Rivera to węzeł potrójny, znajdujący się na wschodnim Pacyfiku.
W węźle potrójnym Rivera stykają się płyta pacyficzna, płyta północnoamerykańska i płyta Rivera.